# Вівсянка руда
Вівсянка руда (Emberiza rutila) — вид горобцеподібних птахів родини вівсянкових (Emberizidae).

## Поширення
Гніздиться в Сибіру, на півночі Монголії та на північному сході Китаю. Зимує на півдні Китаю, у Південно-Східній Азії та на північному сході Індії. Є ряд записів з Європи, але деякі з них вважаються скоріше втечею з полону, а не справжніми бродягами.

## Підвиди
Дрібний птах, завдовжки 14-15 см. Дорослі самці мають червонувато-коричневу спину, голову та верхню частину грудей. Груди і живіт жовті зі смужками з боків. Звіст короткий, з кількома білими зовнішніми пір'ям. Самиці переважно світло-коричневі з темними смужками у верхній частині тіла, а знизу — світло-жовті.